# Ugo de Cardisse
Ugo de Cardisse ( - 12 de dezembro de 1941) foi um oficial italiano que serviu durante a Segunda Guerra Mundial. Foi condecorado com a Cruz de Cavaleiro da Cruz de Ferro.

## Carreira

### Patentes
Generale di Divisione

### Condecorações
| Cruz de Ferro 2ª Classe                                   |
| Cruz de Ferro 1ª Classe                                   |
| Cruz de Cavaleiro da Cruz de Ferro 9 de fevereiro de 1942 |